# Neřežín
Neřežín (dříve Neřešín či Nerezín) je vesnice, část obce Chaloupky v okrese Beroun ve Středočeském kraji. Nachází se asi 0,9 kilometru jihovýchodně od Chaloupek. Vesnicí prochází Červený potok, který napájí blízkou vodní nádrž Záskalská.

## Historie
První písemná zmínka o vesnici pochází z roku 1720. Území Neřežína o původní výměře 1,8 km² se významně rozšířilo k 1. lednu 2016 v souvislosti se zánikem vojenského újezdu Brdy, kdy bylo k obci připojeno katastrální území Chaloupky v Brdech o výměře 4,77 km².

## Obyvatelstvo
| Rok            | 1869 | 1880 | 1890 | 1900 | 1910 | 1921 | 1930 | 1950 | 1961 | 1970 | 1980 | 1991 | 2001 | 2011 | 2021 |
| -------------- | ---- | ---- | ---- | ---- | ---- | ---- | ---- | ---- | ---- | ---- | ---- | ---- | ---- | ---- | ---- |
| Počet obyvatel | 232  | 184  | 181  | 175  | 182  | 162  | 166  | 129  | 107  | 98   | 76   | 58   | 51   | 57   | 77   |
| Počet domů     | 25   | 25   | 25   | 26   | 26   | 26   | 36   | 36   | 36   | 33   | 25   | 43   | 54   | 63   | 66   |

## Obecní správa
Při sčítání lidu v letech 1850–1879 byl Neřežín osadou obce Malá Víska v okrese Hořovice. Od roku 1879 je částí obce Chaloupky, se kterou patřil nejprve do okresu Hořovice, od roku 1960 do okresu Beroun.